# Legio X Gemina

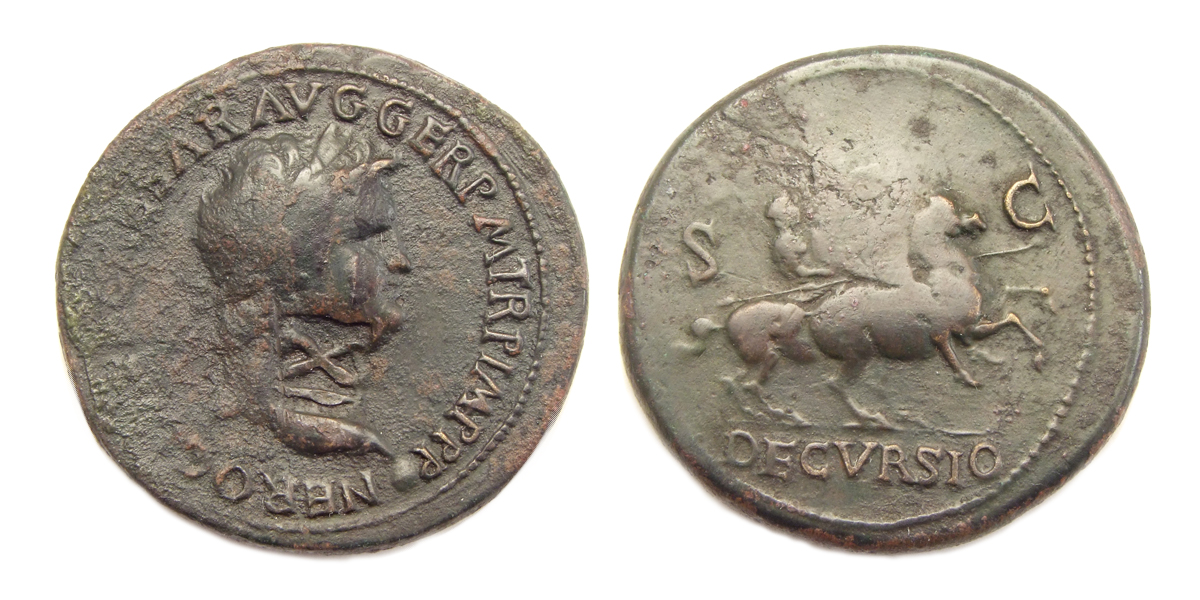
Sestertius van Nero met op voorzijde klop "X" van het tiende tweeling legioen 'Legio X Gemina'.

Legio X Gemina Pia Fidelis ("Het tiende tweelinglegioen, trouw en toegewijd"), in het Nederlands ook het Tiende Legioen genoemd, is een van de Romeinse legioenen die door Julius Caesar werd gebruikt voor de invasie van Gallië. Dit legioen heeft tot in de 5e eeuw zijn sporen nagelaten. 
In Nederland is het legioen voornamelijk bekend vanwege het verblijf op de Hunnerberg bij Ulpia Noviomagus Batavorum, de stad die als de rechtstreekse voorloper van Nijmegen wordt gezien. 
Het betreft waarschijnlijk hetzelfde legioen als Legio X Equestris ("Het bereden legioen").

## Het Tiende Equestris en Julius Caesar
Het tiende legioen werd waarschijnlijk in 61 v.Chr. in Hispania opgericht door Julius Caesar en wordt voor het eerst vermeld toen het in 58 v.Chr. het enige legioen was waarop Caesar een beroep kon doen toen Gallia Narbonensis door de Helvetiërs werd bedreigd.
Toen Caesar en Ariovistus een onderhoud planden eiste Ariovistus dat beiden slechts vergezeld zouden worden door ruiters. 
Omdat Caesar niet wist of hij de Gallische ruiters voldoende kon vertrouwen, verving hij deze door legionairs van het tiende legioen, waarin hij het meeste vertrouwen had, door hen in het zadel te zetten. Eén van de legionairs merkte op dat Caesar meer gaf dan hij beloofde: hij was als voetsoldaat aangenomen en was nu ridder geworden. Het legioen kreeg daardoor de bijnaam Equestris. 
Het leger speelde vervolgens een grote rol in de Gallische Oorlogen en nam onder andere deel aan de strijd tegen de Nerviërs, de invasie van Britannia, de belegering van Gergovia en de strijd met Ariovistus. Het bleef trouw aan Julius Caesar in de burgeroorlog tegen Pompeius en vocht in de veldslagen bij Pharsalus en Munda. In 45 werd het legioen ontbonden (Honesta Missio) en kregen de veteranen land bij Narbonne.

## Augustus
In 42 v.Chr. werd het legioen weer opgericht en vocht het onder Augustus (destijds nog Octavianus), Lepidus en Marcus Antonius in de Slag bij Philippi. Later volgde het Marcus Antonius in de campagne tegen de Parthen en werd het met hem verslagen in de slag bij Actium. Augustus huisvestte het legioen naderhand in Patras, waar het in opstand kwam en de naam Equestris als straf aan het legioen werd ontnomen. Het legioen werd versterkt met onderdelen van andere legioenen, kreeg de bijnaam Gemina en werd in Hispania Tarraconensis gestationeerd, waar Augustus een campagne tegen de Cantabriërs plande.

## Ulpia Noviomagus Batavorum
In 69 trok het legioen uit Hispania naar Germania Inferior om na de Opstand van de Bataven de Bataven in de gaten te houden en oproerige sentimenten in die kiem te smoren. Het verbleef van 71 tot 103 bij Ulpia Noviomagus Batavorum in de vesting die Legio II Adiutrix had gebouwd. Het bestaande (houten) fort werd door een stenen exemplaar vervangen. De sporen van de aanwezigheid van het Tiende zijn tot in de wijde omgeving van Nijmegen teruggevonden en maken dit legioen het bekendste van Nederland. Bij Holdeurn werd aardewerk geproduceerd dat de opdruk Legio X Gemina kreeg. 
Het legioen werd van schoon water voorzien middels het Romeinse aquaduct dat naar de castra op de Hunnerberg liep, tevens het enige bekende aquaduct in wat nu Nederland is.

## Pia Fidelis Domitiana
Tijdens de opstand van Lucius Antonius Saturninus, legatus Augusti pro praetore van Germania Superior, vocht het Tiende aan de zijde van de princeps Domitianus. Hiervoor kreeg het, samen met I Minervia, VI Victrix, and XXII Primigenia de eretitel Pia Fidelis Domitiana, "het trouwe en toegewijde van Domitianus", hoewel men, na de damnatio memoriae, de naam van de gehate despoot schielijk liet vallen. Sindsdien heette het legioen Legio X Gemina Pia Fidelis.

## Tweede eeuw
In 103 werd het legioen overgeplaatst naar Pannonia Superior, eerst in Aquincum, later in Vindobono, het latere Wenen. Vexillatio's van Legio X Gemina werden ingezet in de oorlog tegen Sjimon bar Kochba (132-135), andere detachementen namen deel aan de campagne tegen de Parthen van Lucius Verus in 162 en later die van Marcus Aurelius tegen de Quaden. Het Tiende ondersteunde de ambities van zijn legatus Augusti pro praetore Septimius Severus in diens streven naar het Principaat en menig miles gregarius trok naar Rome om lid te worden van de pretoriaanse garde.

## Derde eeuw
Gedurende de derde eeuw, het tijdperk van de soldatenkeizers, vocht het legioen met verschillende keizers mee en verzamelde eretitel na eretitel, waarschijnlijk allemaal vergezeld van een stevige financiële beloning of kans op een (goedbetaalde) aanstelling bij de pretoriaanse garde. Onder de verleende eretitels vindt men: Pia Fidelis Antoniniana, Pia Fidelis Gordiana, Deciana, Floriana en Cariniana, die het in de regel echter niet lang overleefden (vgl. Pia Fidelis Domitiana). Voor de steun voor Gallienus tegen Postumus kreeg het de titel Pia VI Fidelis VI, zesmaal trouw, zesmaal toegewijd.

## Vierde eeuw
In de tijd dat de Notitia Dignitatum verschijnt (begin vierde eeuw), stond het eerste detachement van Decima Gemina onder bevel van de magister militum per orientem, dus het Oost-Romeinse Rijk, terwijl het andere nog in Vindobona (Wenen) gestationeerd was onder commando van de Dux Pannoniae primae et Norici ripensis, de bevelhebber van het gebied dat het tegenwoordige Kroatië, Slovenië en Hongarije omvat, tot de oevers van de Donau.